# Samuel Tanner
Samuel Tanner (* 24. August 2000 in Papamoa Beach) ist ein neuseeländischer Leichtathlet, der sich auf die Mittelstreckenläufe spezialisiert hat.

## Sportliche Laufbahn
Samuel Tanner sammelte 2017 erste Erfahrung in Wettkämpfen gegen die nationale Konkurrenz. Damals gewann er die Silbermedaille bei den Neuseeländischen U18-Meisterschaften im 3000-Meter-Lauf. 2018 siegte er im 1500-Meter-Lauf bei den Neuseeländischen U20-Meisterschaften. Er qualifizierte sich mit einer Bestzeit von 3:46,69 min für die U20-Weltmeisterschaften in Tampere. Dort schied er mit 3:47,10 min als Siebter seines Vorlaufes aus. 2019 wurde er erstmals Neuseeländischer Meister im 1500-Meter-Lauf. Einen weiteren Titel gewann er 2021. Im Juni 2019 trat er bei den Ozeanienmeisterschaften in Australien an und gewann die Bronzemedaille in seiner Paradedisziplin. Zwei Tage später gewann er mit der 4-mal-400-Meter-Staffel eine weitere Bronzemedaille. Mit seiner Bestleistung von 3:38,74 min stellte er einen neuen U19-Nationalrekord für Neuseeland auf und wurde in diesem Jahr zudem jüngster Neuseeländer, der unter der Marke von vier Minuten im Meilenlauf blieb.
Im Februar 2021 lief Tanner in New York mit einer Zeit von 3:34,72 min einen neuen neuseeländischen Hallenrekord im 1500-Meter-Lauf. Den ehemaligen hatte Nick Willis mit 3:35,80 min im Jahr 2010 aufgestellt. Mit dieser neuen Bestzeit qualifizierte Tanner sich für die Olympischen Sommerspiele in Tokio. Bereits zu Beginn des Jahres hatte er sich in der Heimat über 1500 und 3000 Meter verbessert. Anfang August ging er in Tokio an den Start, schied allerdings als Neunter seines Vorlaufes vorzeitig aus. 2022 nahm Tanner in den USA zum ersten Mal an den Weltmeisterschaften teil. Als Fünfter seines Vorlaufes über 1500 Meter erreichte er das Halbfinale, in dem er als Achter seines Laufes nur knapp das Finale der besten 12 verpasste. Kurz darauf trat er bei den Commonwealth Games in Birmingham an und belegte im Finale der 1500 Meter in neuer Bestzeit von 3:31,34 min den sechsten Platz. 2023 trat er in Budapest wieder bei den Weltmeisterschaften an. Er zog erneut ins Halbfinale ein, worin er diesmal als Achter seines Laufes ausschied.

## Wichtige Wettbewerbe
| Jahr                   | Veranstaltung           | Ort                    | Platz                  | Disziplin              | Zeit                   |
| Startet für Neuseeland | Startet für Neuseeland  | Startet für Neuseeland | Startet für Neuseeland | Startet für Neuseeland | Startet für Neuseeland |
| ---------------------- | ----------------------- | ---------------------- | ---------------------- | ---------------------- | ---------------------- |
| 2018                   | U20-Weltmeisterschaften | Tampere                | 16.                    | 1500 m                 | 3:47,10 min            |
| 2019                   | Ozeanienmeisterschaften | Gold Coast             | 3.                     | 1500 m                 | 3:46,30 min            |
| 2019                   | Ozeanienmeisterschaften | Gold Coast             | 3.                     | 4 × 400 m              | 3:14,33 min            |
| 2021                   | Olympische Sommerspiele | Tokio                  | 37.                    | 1500 m                 | 3:43,22 min            |
| 2022                   | Weltmeisterschaften     | Eugene                 | 13.                    | 1500 m                 | 3:36,32 min            |
| 2022                   | Commonwealth Games      | Birmingham             | 6.                     | 1500 m                 | 3:31,34 min            |
| 2023                   | Weltmeisterschaften     | Budapest               | 20.                    | 1500 m                 | 3:36,58 min            |

## Persönliche Bestleistungen
Freiluft
- 800 m: 1:48,35 min, 26. Februar 2022, Christchurch
- 1500 m: 3:31,24 min, 16. Juli 2023, Chorzów
- Meilenlauf: 3:49,51 min, 16. September 2023, Eugene
- 3000 m: 7:50,26 min, 2. Februar 2024, Wellington

Halle
- 1500 m: 3:34,72 min, 13. Februar 2021, New York City, (neuseeländischer Rekord)
- Meilenlauf: 3:51,70 min, 11. Februar 2023, New York City

## Sonstiges
Tanner studiert seit 2020 an der University of Washington in den USA.